# Austin St. John
Austin St. John, pseudonimo di Jason Lawrence Geiger (Roswell, 17 settembre 1974), è un attore ed esperto di arti marziali statunitense.
Austin St. John è di discendenza multietnica, ovvero ha origini: giapponesi, irlandesi, italiane, tedesche, spagnole e nativo americane
È famoso per aver interpretato il ruolo di Jason Lee Scott, il primo Red Ranger della serie Power Rangers.
Fanatico dello sport, Austin ha praticato le arti marziali sin da quando era piccolo ed è secondo dan di taekwondo, primo dan di jūdō e pratica anche shenkito e kenpo.
Nel 1993 viene scelto per incarnare il ruolo di Jason Lee Scott, il primo Red Ranger della serie Power Rangers, che lascia un anno dopo a causa di alcune discordie con la produzione dovute al rinnovo contrattuale. Nel 1996 rientra nella serie Power Rangers Zeo per alcuni episodi, ma dopo questa esperienza le sue apparizioni sullo schermo si fanno sempre più rare. Le sue ultime apparizioni sono in documentari riguardanti le arti marziali. Attualmente svolge la professione di vigile del fuoco e paramedico.

## Filmografia
- Turbo Power Rangers - Il film (Turbo: A Power Rangers Movie), regia di David Winning e Shuki Levy (1997)
- Exposé, regia di Daphna Edwards (1998)
- Surge of Power: Revenge of the Sequel , regia di Antonio Lexerot & Vincent J. Roth (2016)
- Gli acchiappamostri (Monsters at Large), regia di Jason Murphy (2018)
- Tres Leches , regia di John Schneider (2016)
- A Walk with Grace , regia di Nick Kellis (2019)

## Televisione
- Power Rangers (Mighty Morphin Power Rangers) – serie TV, 79 episodi (1993-1994)
- Power Rangers Zeo serie TV, 17 episodi (1996)
- Power Rangers Wild Force serie TV,  (2002)
- Footsteps - I passi dell'assassino (Footsteps), regia di John Badham - film TV (2003)
- Power Rangers Beast Morphers serie TV (2020)

## Doppiatori italiani
- Luca Bottale in Power Rangers , Power Rangers Zeo, Turbo Power Rangers - Il film
- Nanni Baldini in Power Rangers Wild Force
- Riccardo Lombardo in Power Rangers Beast Morphers